# Seznam biskupů a arcibiskupů v Sens
Seznam biskupů a arcibiskupů v Sens zahrnuje všechny představitele diecéze Sens-Auxerre se sídlem v Sens založené v 1. století a povýšené ve 3. století na arcidiecézi.
- sv. Sabinián
- sv. Potentián
- Léonce
- Severin (ca 344)
- Audaldus (Audactus)
- Heraclien
- Lunaire
- Simplice
- sv. Ursicin
- Théodore
- Siclin
- sv. Ambroise
- sv. Agrice (ca 475)
- sv. Héracle I. (487 – ca 515)
- sv. Paul
- sv. Léon ca (533–538)
- Constitut (549–573)
- sv. Antheme (581–585)
- sv. Loup I. (ca 614)
- sv. Annobert (Honobert)
- Richer I. (ca 627)
- Hildegaire (632–637)
- Armentaire (650–654)
- sv. Arnoul
- sv. Emmon (Emmo) (660–668)
- sv. Gombert (Gondelbert)
- Lambert (680–683)
- sv. Wulfran (ca 683)
- sv. Géry (Juéry) (ca 696)
- sv. Ebbon (ca 711)
- sv. Merulphe
- Ardobert (ca 744)
- Loup II. (ca 765)
- Willichaire (ca 769)
- Godescalc
- sv. Gombert
- Pierre I.
- Willebaud
- Bernard (Bérard, Beonrad) (ca 797)
- Ragimbert
- Magne (Magnus) (797 – ca 817)
- Jérémie (ca 822–828)
- sv. Aldric (Audri) († 836)
- Ganelon (Wenilon) (837–865)
- Egilon (865 nebo 866–871)
- Ansegis (871–883)
- Evrard (884–887)
- Gauthier I. (887–923)
- Gauthier II. (923–927)
- Audald (Autald) (927–932)
- Guillaume I. (932–938)
- Gerlair (938–954)
- Hildeman (954–958)
- Archambaud de Troyes (958–967)
- sv. Anastase (967–977)
- Sewin (978–999)
- Léotheric (999–1032)
- Gelduin (1032–1049)
- Mainard (1049–1062)
- Richer II. (1062–1096)
- Daimbert (1097–1122)
- Henri I. Sanglier (1122–1142)
- Hugues de Toucy (1142 – ca 1168)
- Guillaume von Blois (1169–1176)
- Guy I. de Noyers (1176–1193)
- Michel de Corbeil (1194–1199)
- Pierre de Corbeil (1199–1221)
- Gauthier Cornut (1221–1241)
- Gilles Cornut (1241–1254)
- Henri Cornut (1254–1258)
- Guillaume de Brosse (1258–1267)
- Pierre de Charny (1267–1274)
- Pierre D'Anisy (1274)
- Gilles II. Cornut (1275–1292)
- Étienne Béquart (Bécard) de Penoul (1292–1309)
- Philippe de Marigny (kolem 1310)
- Philippe Leportier de Marigny (1310–1316)
- Guillaume de Melun (1316–1329)
- Pierre Roger (1329–1342)
- Pierre Royer (Roger) de Maumont (1329–1330)
- Guillaume II. de Brosse (1330–1338)
- Philippe de Melun (1338–1345)
- Guillaume II. de Melun (1345–1376)
- Adhémar Robert (1376–1384)
- Gonthier de Bagneaux (1385)
- Guy de Roye (1386–1390)
- Guillaume de Dormans (1390–1405)
- Jean de Montaigu (1407–1415)
- Henri de Savoisy (1416–1422)
- Jean de Nanton (1422–1432)
- Louis de Melun (1432–1474)
- Étienne-Tristan de Salazar (1474–1518)
- Étienne Poncher (1519–1525)
- Antoine Duprat (1525–1535)
- Louis de Bourbon (1536–1557)
- Jean Bertrandi (1557–1560)
- Louis I. de Lorraine-Guise (1560–1562)
- Nicolas de Pellevé (1562–1588)
- Renaud de Beaune (1594–1606)
- Jacques-Davy Duperron (1606–1618)
- Jean Davy du Perron (1618–1621)
- Octave de Saint-Lary de Bellegarde (1621–1646)
- Louis-Henri de Pardaillan de Gondrin (1646–1674)
- Jean de Montpezat de Carbon (1674–1685)
- Hardouin Fortin de la Hoguette (1685–1715)
- Denis-François le Bouthillier de Chavigny (1716–1730)
- Jean-Joseph Languet de Gergy (1730–1753)
- Paul d'Albert de Luynes (1753–1788)
- Étienne Charles de Loménie de Brienne (1788–1794)
- sedisvakance 1790–1817
- Anne-Louis-Henri de La Fare (1817–1829)
- Charles-André-Toussaint-Bruno de Ramond-Lalande (od 9. ledna do 10. dubna 1830)
- Jean-Joseph-Marie-Victoire de Cosnac (1830–1843)
- Mellon de Jolly (1843–1867)
- Victor-Felix Bernadou (1867–1891)
- Pierre-Marie-Etienne-Gustave Ardin (1892–1911)
- Jean-Victor-Emile Chesnelong (1912–1931)
- Maurice Feltin (1932–1935)
- Frédéric Lamy (1936–1962)
- René-Louis-Marie Stourm (1962–1977)
- Eugène-Marie Ernoult (1977–1990)
- Gérard Defois (1990–1995)
- Georges Gilson (1996–2004)
- Yves Patenôtre (2004–2015)
- Hervé Giraud (2015–2024)
- Pascal Wintzer (2024-)